# Сильні духом
«Сильні духом» (англ. Strong in Spirit) – титулований документально-анімаційний  фільм В’ячеслава Бігуна про першого успішно звільненого бранця Кремля після початку Російської збройної агресії проти України - Юрія Яценка.
Прем’єра відбулася на 47 Київському міжнародному кінофестивалі «Молодість» у 2018 році.
На знак «духовної солідарності» з українськими бранцями Кремля режисер фільму 17 діб не вживає їжі.
Фільм отримав схвальні відгуки глядачів і кінокритиків, численні фестивальні номінації та відзнаки, відбирається на Національну кінопремію «Золота дзиґа» (2019).

## Синопсис та сюжет
Кіносповідь Юрія Яценка – першого успішно звільненого українського бранця Кремля.
Навесні 2014 році студент Юрій їде до Росії разом із колегою Богданом. Привід – заробіток на навчання і подарунок для дівчини. Подібна поїздка не перша і не віщує неприємностей. Але їх затримують для перевірки документів. «Проста формальність» обертається на запрошення до «співпраці».
Після відмови Юрія піддають систематичним нелюдським тортурам. Студенти опиняються ізольованими від світу. Щоби повідомити про себе, Юрій виробляє план дій: солідарно із колегою вдається до відчайдушного, але продуманого кроку.
Що він пережив, як боровся і вижив? Що переживають інші українські бранці Кремля, як-от Олег Сенцов? Фільм про один із образів сучасного українця, який надихає.
Короткометражна версія фільму відображає перший етап пережитого бранцями.

## Створення

### Задум та стилістика
Стилістика фільму (короткометражна версія) – очі героя із тайм-кодом та автобіографічні, мінімалістські анімаційні ілюстрації, – поєднує документальний зміст і художнє відтворення подій, залишаючи простір для фантазії глядача.
Подібна стилістика використана режисером в його успішному фільмі за матеріалами справи Європейського суду з прав людини «Пенальті правосуддя», номінованому на міжнародному кінофестивалі «Молодість» в 2014 році, здобувши визнання у глядачів та кінокритиків, зокрема Олександра Гусєва .

За режисерським підходом і тональністю історія спадає на кіносповідь: подається автобіографічно. 
«Моя задача як режисера, відзначив В’ячеслав Бігун, – не пропагандистський фільм, а спокійне оповідання, спроба «від серця до серця» донести ті переживання, ту ситуацію, у якій опинилася людина, і може опинитися будь-хто, бо людей викрадають і на нашій території сьогодні» .

### Виробництво фільму
Робота над фільмом розпочинається в 2015 році. Український кінорежисер і філософ права В'ячеслав Бігун, знаний своїми актуальними фільмами про права людини, дізнається про долю Юрія Яценка з повідомлень ЗМІ. Автор та герой фільму особисто знайомляться уже після звільнення. Їх пов’язує спільна альма-матер – юридичний факультет Львівського національного університету ім. І. Франка. Ще в 2015 році за участі оператора Бориса Ухова в Тюрмі на Лонцького зафільмовують близько 8 годин інтерв’ю .
В 2015 році на Ризькому міжнародному кінофестивалі режисер представяє задум та робочі матеріали фільму в конкурсі #SHORT_RIGA: WORK-IN-PROGRESS (WIP) PRESENTATIONS   за участі директорів низки провідних європейських кінофестивалів.
Попри схвальну оцінку проекту, робота призупиняється через брак коштів; у 2016 році помирає оператор фільму Борис Ухов.
В 2017 році режисер поновлює роботу над фільмом під час Школи документального кіно «Скарб Солідарності», до якої його було відбирають за конкурсом. Попри те, що презентація проекту справиляє враження на учасників, його не відібирають для виробництва; проте організатори Школи погоджуються розглянути проект, якщо його буде вироблено самостійно. Режисер, герой та художник фільму продовжують роботу й представляють версію фільму («Солідарність»). Проект стрічки здобуває спеціальну відзнаку Міжнародного фестивалю документального кіно «Скарб Солідарності» від міжнародного журі, основу якого складають польські документалісти, зокрема Марта Дзідо, Пйотр Шлівовський, Кароль Василевський, за «професійність і високу мистецьку цінність» .
Автори продовжують пошук фінансування та роботу над фільмом. У квітні 2018 року фільм отримує мікрофінансування у межах конкурсу на підтримку проектів регіонального кінематографу від ЛОДА.
У 2018 році відбувається низка допрем’єрних показів-дискусій і українська прем’єра фільму – 47 Міжнародний кінофестиваль «Молодість» номінує стрічку до Національного конкурсу та на головну нагороду – «Скіфський олень».

## Реліз

### Випуск і версії
19 листопада 2017 року проект фільму демонструється в Львові на Міжнародному кінофестивалі «Скарб Солідарності»; міжнародне журі нагороджує проект спеціальною відзнакою за «професійність і високу мистецьку цінність» .
У 2018 році автори представляють три оновлені проекти (короткометражні версії) фільму.
9 березня проходить допрем’єрний показ в Тячеві, рідному місті режисера, схвально прийнятий глядачами . 15 березня 2018 року в Музеї «Територія терору» в Львові відбувається допрем’єрний показ і обговорення фільму з освітянами.
19 березня 2018 року в Центрі імені митрополита Андрея Шептицього проходить львівський допрем’єрний показ фільму за участі спеціальних гостей, зокрема нещодавно звільненого бранця Кремля – Ахтема Чийгоза, правозахисника Мирослава Мариновича та молоді.
У червні 2018 року відбувається українська прем’єра на 47 Міжнародному кінофестивалі «Молодість», який номінує  стрічку до Національного конкурсу, відбувають три покази стрічки, двічі – під час конкурсу і спеціальний показ-дискусія на підтримку Олега Сенцова та інших бранців Кремля.

Кінофестиваль розміщає кадр із фільму на обкладинці каталогу, а його генеральний директор Андрій Халпахчі на прес-конференції висловлює підтримку фільму: 
«Я сподіваюся, що в цьому напрямку «Молодість» буде корисною для подальшої долі і фільму, і змісту, який вкладено в цей фільм, щоб його побачили і на інших кінофестивалях світу. Ним уже зацікавився фестиваль у Котбусі, Німеччина. Сьогодні приїжджає до Києва генеральний секретар Європейської кіноакадемії Маріон Дьорінг, яка веде величезну роботу для звільнення Олега Сенцова і, безумовно, всіх українських політв'язнів. Ми будемо просити Європейську академію про розповсюдження цього фільму».
Фільм зацікавлює Міністерство закордонних справ України, яке отримує безкоштовну ліцензію на показ у закордонних дипломатичних установах; публічно стає відомо про один – 3 серпня 2018 року в Ризі (Латвія) за сприяння Товариства підтримки України.
На лютий 2019 року фільм так і не отримав міжнародної фестивальної прем’єри.  
Історія Юрія Яценка має потенціал повнометражного документального та/чи художнього фільму.

## Реакція

### Критика
Критики схвально прийняли фільм, відзначаючи режисуру, сценарій, а також стилістику, тональність та емоційний вплив.	

Кінокритик Ігор Грабович стверджує:	 
«Стрічка «Сильні духом» В’ячеслава Бігуна до краю загострює виклики нашого часу. Вона говорить про новий світ і нові правила життя в ньому. Те, що вчора було звичним, сьогодні перетворилося на джерело смертельної небезпеки. Картина побудована на монолозі одного з бранців Кремля – Юрія Яценка, який у травні 2014 року під час мандрівки до Росії потрапив діо рук місцевих спецслужб і пройшов через тортури та незаконне ув’язнення, проте зумів повернутися додому живим. Ця картина зроблена дуже економно, дуже щільно – і з мистецького боку, і з боку емоційного. Позбавлена пафосу, полемічних чи публіцистичних надмірностей, вона дуже переконливо передає весь жах російської тюрми, але також і силу духу українського в’язня, його незламність і любов до свободи».
Кінокритик Ярослав Підгора-Гвяздовський в огляді «„Молодість”: депресивна картинка національного конкурсу» (2018) пише:
„«Молодість» цілком може втішити, і часом таке траплялося, десь в епізодах, в окремих кадрах, у звучанні музики.... Шокували — правильно! — «Сильні духом» В’ячеслава Бігуна — малюнками й історією про затриманого в Росії й довго катованого Юрія Яценка...».
Колеги теж схвально відгукуються про фільм режисера. Так, режисер Ахмет Сеіталблаєв (член журі фестивалю «Громадський проектор» (2018), відзначаючи переможців, зокрема цей фільм, який здобув відзнаки у номінаціях «Документальне кіно» (1 місце) та «Регіональне кіно») зазначає:
«Я чесно кажучи вражений тим, як на території такого невеликого хронометражу можна розповісти повноцінну об’ємну історію, з дуже щирими і глибокими емоціями. Для мене – це приклад справжнього, мабуть, мистецтва».
Фотограф Тарас Грень пише:
«Цікавою є режисерська знахідка, яку в повній мірі використав В’ячеслав Бігун – намальований сюжет розповіді. Само собою, ніяких відео файлів з допитів українця, не було. Але олівець художника в повній мірі передав всі відчуття: і товстопузих російських поліцаїв, і садистів з ФСБ, і розпач молодої людини, яка бореться за власне життя та гідність».

### Визнання
На кінець 2018 року стрічка здобуває 6 фестивальних відзнак і 13 номінацій.	
Проект фільму відбирається до програми міжнародний кінофестивалів, зокрема WORK-IN-PROGRESS Ризького міжнародного кінофестивалю  та Міжнародного фестивалю документального кіно «Скарб Солідарності» .	
Docudays UA (який позиціонується як фестиваль про права людини), якому автори фільму першими в Україні надали проект фільму для фестивальної прем’єри в 2018 році, проігнорував стрічку, попри значущість тематики прав людини, політичних в’язнів і загалом схвальну думку кінокритиків про проект фільму .	
Проект фільму подається для участі в інших кінофестивалях.	

### Нагороди та номінації
| Кінопроемія (кінофестиваль)                                                                         | Дата | Категорія / Номінація                | Результат                                                                                       |
| --------------------------------------------------------------------------------------------------- | ---- | ------------------------------------ | ----------------------------------------------------------------------------------------------- |
| Ризький міжнародний кінофестиваль                                                                   | 2015 | #SHORT_RIGA: WORK-IN-PROGRESS        | Номінація (без конкурсу)                                                                        |
| Міжнародний фестиваль документального кіно «Скарб Солідарності»                                     | 2017 | Документальні фільми                 | Спеціальна відзнака проекту фільму за «професійність і високу мистецьку цінність»)              |
| 47-й Київський міжнародний кінофестиваль «Молодість»                                                | 2018 | Національний конкурс                 | Номінація                                                                                       |
| Фестиваль документального правозахисного кіно та діалогів «Переломлення»                            | 2018 | -                                    | Селекція (без конкурсу)                                                                         |
| V Міжнародний фестиваль історичного кіно (Київ)                                                     | 2018 | Документальний фільм (короткий метр) | Найкращий документальний історичний фільм (короткий метр)                                       |
| МКФ «БРУКІВКА» (Кам’янець-Подільський)                                                              | 2018 | -                                    | Спеціальна відзнака за соціальну значущість                                                     |
| Всеукраїнський фестиваль короткометражного кіно «Громадський проектор» (Миколаїв)                   | 2018 | Документальне кіно Регіональне кіно  | Нагороди 1. Документальне кіно» (І місце) 2. Нагорода «Регіональне кіно» (реж. В’ячеслав Бігун) |
| Всеукраїнський фестиваль екранних мистецтв «Пілігрим» (Житомир)                                     | 2018 | -                                    | Номінація                                                                                       |
| Міжнародний фестиваль фільмів, телевізійних і радіопрограм для дітей та юнацтва «Золоте курча»      | 2018 | -                                    | Номінація                                                                                       |
| Канівський міжнародний кінофестиваль (Канів)                                                        | 2018 | Позаконкурсна програма               | Селекція                                                                                        |
| Міжнародний фестиваль аматорського, студентського та некомерційного професійного кіно «Кінокімерія» | 2018 | -                                    | Номінація                                                                                       |
| Всеукраїнський екологічний фестиваль документального кіно «Полтава-Док»                             | 2018 | Мистецтво жити                       | Номінація                                                                                       |
| Кіно-медіа фестиваль «Кіномаршрут» (Львів-Жовква)                                                   | 2018 | Документальне кіно                   | Нагорода за І місце                                                                             |
| Національна кінопремія «Золота дзиґа» Української кіноакадемії                                      | 2018 | Анімаційні фільми                    | Селекція                                                                                        |

## Активізм. Олег Сенцов
Фільм безпосередньо не закликає до активізму, спонукає до дії, покази та кадри з фільму – привід ініціювати чи активізувати кампанії за звільнення бранців Кремля. Так, у березні 2018 року розпочато Марафон написання листів політв'язням Кремля .	
Фільм відначально містить згадку про Олега Сенцова, який творцями фільму зазначається як натхненник фільму. Один із його кадрів відображає заклик до його звільнення (Free Sentsov) Європейської кіноакадемії .	
47 Міжнародний кінофестиваль «Молодість» номінує стрічку до Національного конкурсу та розміщає кадр фільму на обкладинці свого каталогу. 1 червня 2018 року під час фестивалю відбувається спеціальна акція – кінопоказ-дискусія на підтримку бранців Кремля, зокрема Олега Сенцова, який на той день голодував 19 добу. Показ відвідують, серед інших, голова Держкіно Пилип Іллєнко, очільниця Європейської академії Маріон Дьорінг, генеральний директор «Молодості» Андрій Халпахчі, заступник глави МЗС Василь Боднар та інші. Модератор – Анна Паленчук.
Журі Національного конкурсу «Молодості» не відзначило стрічки, не відвідало показ, обмежуючись гаслами. Натомість, МЗС ініціює отримання дозволу на показ фільму у закордонних дипломатичних установах під час своїх заходів; зокрема такий показ організовується у Прибалтиці. 	
Крім фестивальних, проведено близько 20 спеціальних, зокрема і допрем’єрних, показів за участі героя стрічки Юрія Яценка, зокрема на підтримку бранців Кремля, і під час голодування режисера В’ячеслава Бігуна. Зокрема такі покази в 2018 році відбулися в таких містах, як Тячів (9.03.2018), Ужгород (18.06 і надалі впродовж тижня), Хуст (19.06) – на Закарпатті, Львів (15 і 19.03, 18.04, 3.05, 7.11, 14.11, 19.11), Городок (19.06), Трускавець (23.06) – на Львівщині та в Запоріжжі (27.10 під час під час Запорізької книжкової толоки). Закордоном подібні покази відбулися в Таллінні (29.04.2018) та Ризі (3.08.2018).
14 грудня 2018 року пройшов спеціальний показ фільму на базі Київського національного університету під час Всеукраїнського тижня права.
Солідарне голодування режисера В’ячеслава Бігуна
12 червня 2018 року режисер фільму В’ячеслав Бігун стає першим колегою-режисером, який голодує солідарно із Олегом Сенцовим, оголошує голодування як «акт духовної солідарності». Як відзначає режисер, «духовної, бо лише голодуючи, можу повніше (хоча, зрозуміло, що несповна, бо ми в різних умовах) відчувати те,що можливо відчуває Олег та інші бранці Кремля. Сподіваюся,що енергетика цих вчинків вплине на звільнення Олега Сенцова та інших наших бранців».

Припинити голодування режисера закликає глави МЗС Павло Клімкін, звертаючись до режисера під час спеціального показу фільму 23 червня 2018 року:
«Кожен, хто тут присутній на показі, відчув, що Ви, як режисер, «пропустили» цю стрічку крізь себе. Тут нас близько сотні. Нам дуже-дуже потрібна Ваша дія та Ваша емоція. Ваш крок солідарного голодування – реально непересічний крок. Поміркуйте. Нам потрібні люди, які мають цінності та принципи, й бажають працювати… Від себе особисто та всіх присутніх – дуже-дуже дякую, оскільки Ви «схопили» більше, ніж насправді можна було сподіватися».
29 червня 2018 року, після 17 діб без їжі (лише на воді), режисер припиняє голодування.